# Eragrostis aurorae
Eragrostis aurorae là một loài thực vật có hoa trong họ Hòa thảo. Loài này được Launert mô tả khoa học đầu tiên năm 1961.